# Santa María del Oro
Santa María del Oro là một đô thị thuộc bang Jalisco, México. Năm 2005, dân số của đô thị này là 2653 người.